# Casibari
Casibari is een wijk van Paradera in Aruba.  Casibari is een Indiaanse naam van Taino/Arowak oorsprong. In het landschap treft men de opeenstapeling van enorme diorietblokken aan, die een van de belangrijke toeristische trekpleisters is van het eiland.